# Tapírovití
Tapírovití (Tapiridae) jsou čeleď lichokopytníků, která zahrnuje pouze jediný žijící rod tapír (Tapirus) a v rámci něj čtyři druhy. Zatímco tapír jihoamerický a tapír horský žijí na severu Jižní Ameriky, tapír středoamerický svým areálem výskytu zasahuje až do Mexika a tapír čabrakový je endemitem zemí Malajského poloostrova a ostrova Sumatra. Současní tapíři jsou reliktními zástupci kdysi podstatně rozšířenější skupiny, jež se vyskytovala i na území Evropy a jejíž fosilní záznam sahá až do spodního eocénu.
Tapíři jsou zavalití býložravci s obloukovitým hřbetem, svalnatýma nohama a krátkým ocasem, přičemž tapír čabrakový váží až 400 kg. Charakteristickým rysem tapírů je jejich chobot, jenž se odvozuje z čenichu a horního rtu a vyvinul se nezávisle na chobotu chobotnatců. Tvoří jej výhradně měkké tkáně a slouží zejména k úchopu potravy. Tapíři jsou nevybíraví býložravci nížinných a horských tropických lesů, často žijí u vody. Jsou to samotáři, nevykazují však výraznou teritorialitu. K rozmnožování dochází v průběhu celého roku a samice rodí pouze jediné mládě, o něž pečuje sama. Zejména lov a úbytek lesů způsobily, že Mezinárodní svaz ochrany přírody (IUCN) považuje k lednu roku 2025 tapíra jihoamerického za zranitelný druh, všechny ostatní tapíry pak za druhy ohrožené.

## Systematika
Prvního tapíra, konkrétně tapíra jihoamerického, vědecky popsal již Carl Linné v pro zoologickou systematiku klíčovém 10. vydání díla Systema naturae z roku 1758. Za popisnou autoritu čeledi tapírovitých (Tapiridae) je však považován až John Edward Gray (1821). Jméno tapír má svůj původ v tupíjských jazycích a jeho významem může být tlustý, zřejmě s odkazem na tlustou kůži zvířete. Z původního tapi'ira se toto pojmenování v podobě tapir či tapira dostalo do portugalštiny. V indonéštině se tapíři mohou označovat stejně jako nosorožci – badak. Thajština má pro ně vyhrazeno jméno p'som–sett ve významu směs, poněvadž místní věřili, že tapíři vznikli ze zbytků jiných zvířat.
K roku 2024 se rozeznávají čtyři žijící druhy tapírů v jediném recentním rodě. Následující seznam druhů vychází ze třetího vydání monografie Mammal Species of the World a je doplněn o česká jména na základě příručky České názvy živočichů:
- čeleď Tapiridae Gray, 1821 – tapírovití
  - rod Tapirus Brisson, 1762 – tapír
    - druh Tapirus bairdii (Gill, 1865) – tapír středoamerický;
    - druh Tapirus indicus A. G. Desmarest, 1819 – tapír čabrakový;
    - druh Tapirus pinchaque (Roulin, 1829) – tapír horský;
    - druh Tapirus terrestris (Linnaeus, 1758) – tapír jihoamerický.

Z roku 2013 pochází popis pátého druhu, jenž měl představovat prvního de novo popsaného lichokopytníka po více než stu letech:
- druh Tapirus kabomani Cozzuol & kol., 2013

V Amazonii žijícího tapíra T. kabomani autoři jeho popisu pokládali za bazální druh vůči tapírovi jihoamerickému a horskému, přičemž poukazovali na jeho menší velikost i odlišnou stavbu lebky. Molekulárně-fylogenetické analýzy však tento názor zamítly a považují T. kabomani za druh konspecifický s tapírem jihoamerickým. Další kontroverzní otázkou tapíří systematiky je jejich klasifikace v rámci většího množství rodů. Tapír středoamerický v takovém případě vystupuje v rámci monotypického rodu Tapirella, tapír čabrakový v rámci monotypického rodu Acrocodia a zbývající druhy v rodu Tapirus (s případným vyčleněním samostatného rodu i pro tapíra horského). Ačkoli se tapíři odlišují v různých lebečních charakteristikách i obecném vzhledu, výše představený systém je nekonsensuální a neřídí se jím ani tento článek.
Tapíři patří do savčího kladu Laurasiatheria a řádu lichokopytníků (Perissodactyla), přičemž jako jejich recentní sesterská skupina zřejmě vystupují nosorožcovití (Rhinocerotidae), již s nimi spoluutvářejí klad zvaný Ceratomorpha. Při zahrnutí fosilních taxonů se čeleď tapírovitých řadí do nadčeledi Tapiroidea, jež zahrnuje řadu předpokládaných příbuzných skupin, z nichž je s nimi však jednoznačně příbuzná pouze čeleď Helaletidae. V rámci čeledi tapírovitých je pak klasifikováno větší množství vyhynulých rodů, řada vyhynulých druhů pak byla popsána i ve stále žijícím rodu Tapirus. Níže uvedený přehled rodů čeledi Tapiridae je aktuální k roku 2024; přehled vyhynulých druhů rodu Tapirus je uveden na samostatné stránce:
- Protapirus Filhol 1877 (oligocén–miocén, Evropa a Severní Amerika)
- Paratapirus Depéret 1902 (oligocén–miocén, Evropa)
- Miotapirus Schlaikjer 1937 (oligocén–miocén, Severní Amerika)
- Hesperaletes Colbert 2006 (střední–svrchní eocén, Severní Amerika)
- Nexuotapirus Albright 1998 (oligocén–miocén, Severní Amerika)
- Palaeotapirus Filhol 1888 (oligocén–miocén, Evropa a Asie; zřejmě nomen dubium)
- Tapiriscus Kretzoi 1951 (svrchní miocén, Evropa)
- Eotapirus Cerdeno & Ginsburg 1988 (oligocén–miocén, Evropa)
- Tapiravus Marsh 1877 (spodní–střední miocén, Severní Amerika)
- Plesiotapirus Fortelius 1991 (střední miocén, Asie)
- Tapirus Brünnich 1772 (střední miocén–současnost, Evropa, obě Ameriky a Asie)

## Evoluce

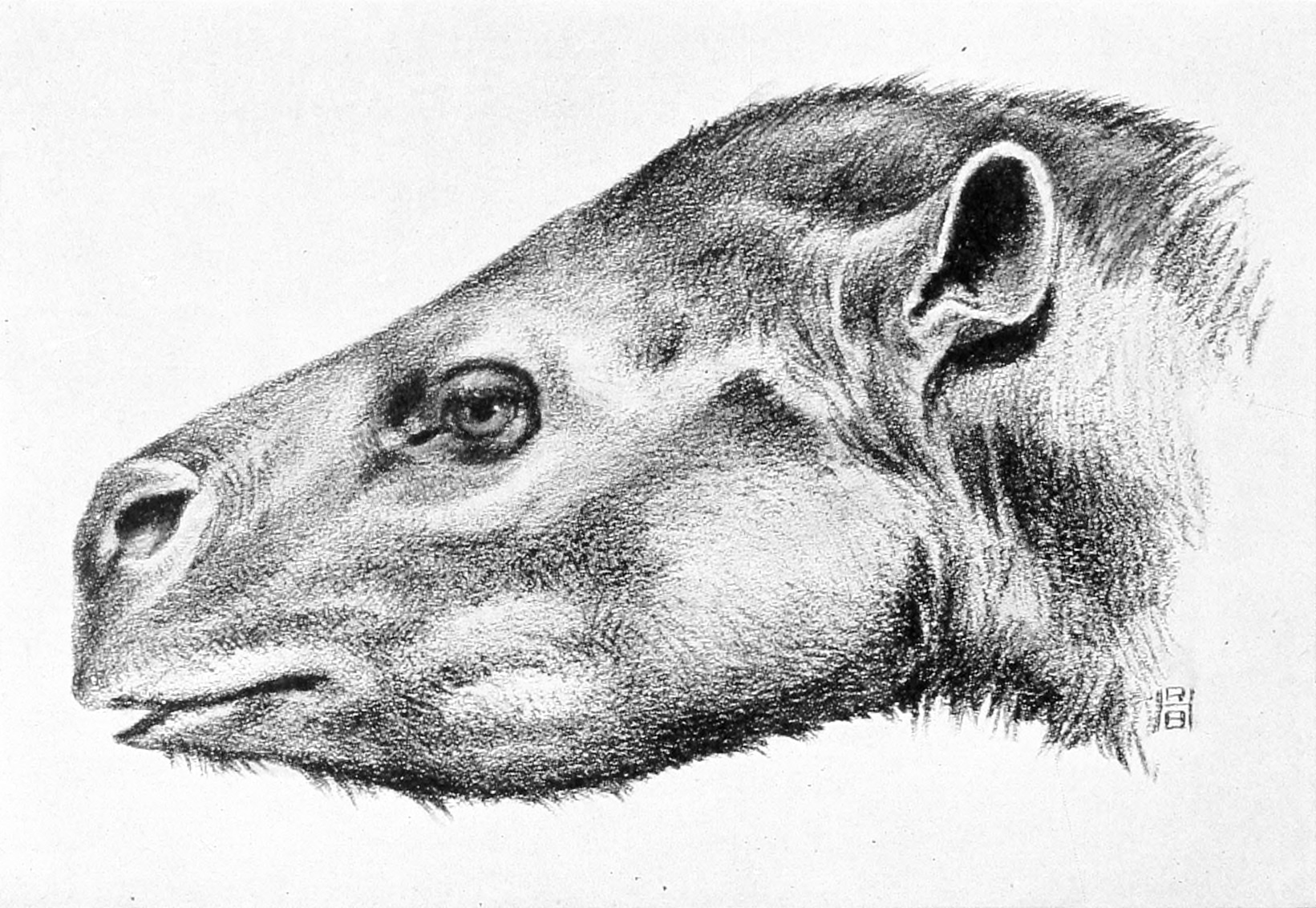
Hlava rodu Protapirus, rekonstrukce

Tapíři jsou spíše primitivní linií velkých savců, soudě podle některých morfologických znaků (počet prstů, zubní morfologie). Co do tělního plánu se navíc za desítky milionů let změnili jen málo. Původ předků dnešních tapírů lze vysledovat až do spodního eocénu, kdy se ve fosilním záznamu objevují zástupci čeledi Helaletidae z nadčeledi Tapiroidea. Například rod Heptodon původem ze Severní Ameriky a Asie se již podobal současným tapírům ve většině anatomických rysů včetně podoby sklovinových lišt zubů, ovšem stále mu chyběl charakteristický chobot a také ještě neměl molarizované zadní třenové zuby.
Není jisté, který rod lze skutečně považovat za natolik odvozený, aby byl označen za nejstaršího zástupce moderní čeledi tapírovitých. Z rodů pocházejících ještě z eocénu či z hranice eocén–oligocén lze zmínit např. Hesperaletes a Colodon, ačkoli tradičně je za nejprimitivnějšího tapíra pokládán až rod Protapirus, který se objevil po Grande Coupure. Byl menší než dnešní tapíři a vybaven již minimálně prodlouženým horním rtem. Fosilní nálezy připisované tomuto rodu pocházejí z Evropy i Severní Ameriky, příbuzenské vztahy a interpretace konkrétních nálezů však zůstávají nejisté. Fosilie pozdějších rodů tapírů totiž pocházejí buďto pouze z Eurasie (Paratapirus, Eotapirus, Plesiotapirus, Tapiriscus), nebo ze Severní Ameriky (Miotapirus, Nexuotapirus, Tapiravus). Není jisté, zda se tapíři obou kontinentů vyvíjeli nezávisle na sobě, anebo některé pevninské mosty umožnily jejich mísení. Lze u nich však pozorovat některé další evoluční trendy a odvozené znaky (např. molarizaci předních třenových zubů), někdy paralelní u zvířat z obou kontinentů.

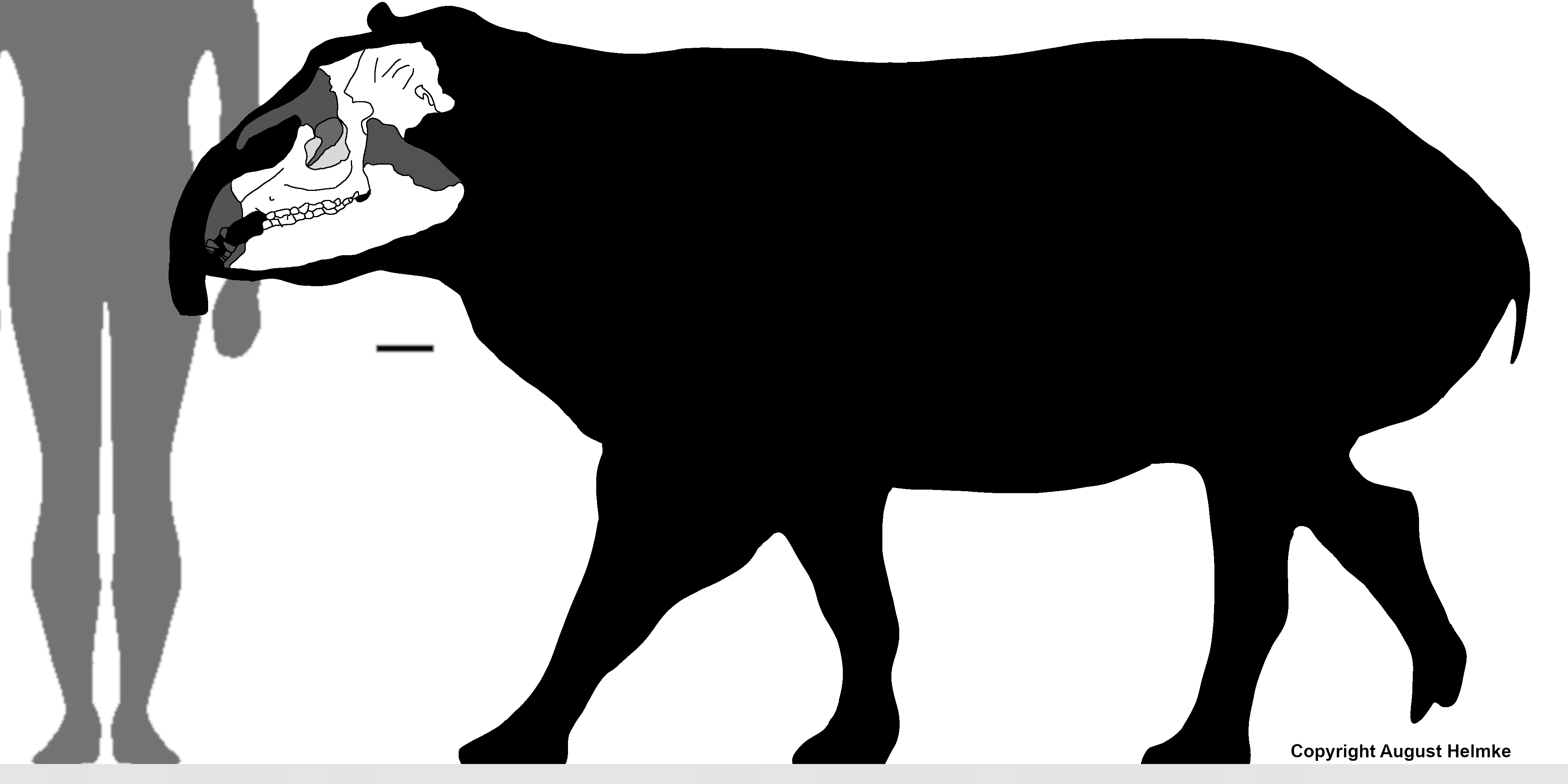
Tapirus augustus, srovnání s člověkem

Určitá nejistota panuje rovněž při určení zástupců korunové skupiny zastoupené rodem Tapirus, za nejstarší z nich jsou pokládáni T. telleri z Evropy a T. johnsoni ze Severní Ameriky, kteří se objevili ve středním miocénu. Současní tapíři představují relikt kdysi podstatně rozšířenější a diverzifikovanější skupiny, jež zahrnovala jak malé, tak velké druhy – v tomto ohledu často současníky, např. T. johnsoni a T. polkensis žili spolu s podstatně větším T. simpsoni. Velmi rozmanití byli například tapíři z Floridy, již se řadí do podrodu Helicotapirus, v rámci něhož je od pliocénu do pleistocénu rozeznáváno alespoň pět druhů. Největší diverzity dosáhli tapíři paradoxně v průběhu glaciály zmítaného pleistocénu a někteří z nich obývali i chladné a suché oblasti na severu, jako T. californicus z Oregonu. Během Velké americké výměny tapíři pronikli i do Střední a Jižní Ameriky, jež jim tehdy spíše než tropické lesy poskytovala biom otevřených lesů a savan. Počítaje i stále žijící neotropické tapíry, z pleistocénu odtud pochází alespoň sedm popsaných druhů, vč. vyhynulých T. tarijensis, T. cristatellus, T. rondoniensis a T. mesopotamicus. V Evropě se tapíři vyskytovali pouze do pliocénu, jakožto hojný druh lze jmenovat T. arvernensis. S příchodem pleistocénu sice evropští tapíři vyhynuli, v tropech a subtropech orientální oblasti či v Číně však nadále prosperovali. V pleistocénu se zde objevili i vůbec největší zástupci rodu, T. sinensis a T. (Megatapirus) augustus. Na konci poslední doby ledové se však tapíři stali obětí vymírání megafauny, se zmizením téměř 75 % jejich tehdejších druhů – včetně všech výhradně severoamerických a až na tapíra čabrakového i všech asijských.

## Popis

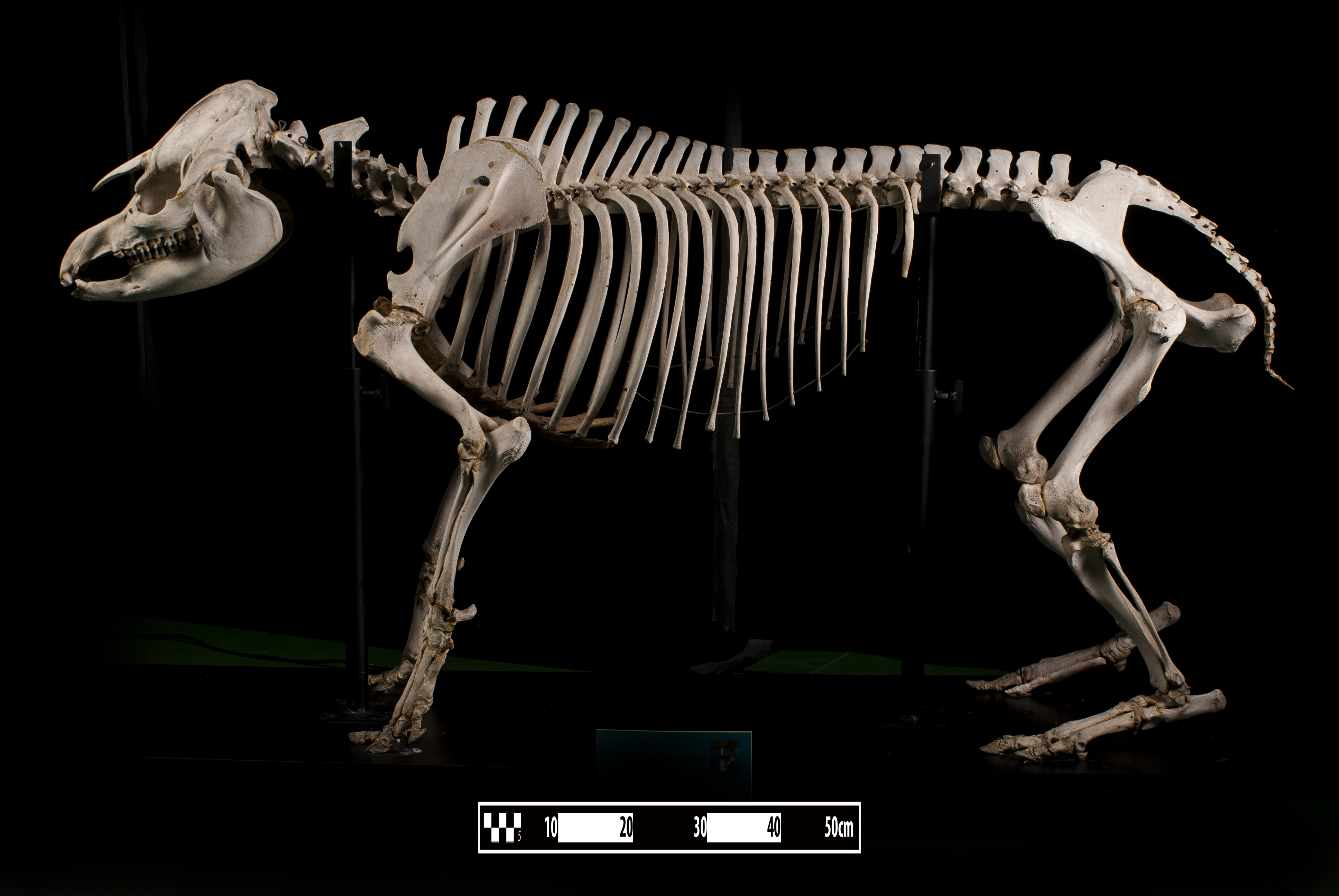
Tapír jihoamerický, kostra

Tapíři jsou zavalití býložravci s obloukovitým hřbetem a svalnatýma nohama. Jejich tělo je vzadu zakulacené, v přední části naopak zúžené, s nevýrazným ocasem. Největším žijícím zástupcem je s hmotností 280–400 kg tapír čabrakový, za nejmenšího tapíra je někdy pokládán tapír horský s hmotností 150–200 kg, pro sporný druh T. kabomani však autoři jeho popisu uváděli předpokládanou tělesnou hmotnost pouhých 110 kg. Mohutnější než současné druhy mohli být někteří tapíři vyhynulí, Tapirus augustus prý svou hmotností překračoval 600 kg. Délka těla se v případě dnes žijících druhů pohybuje mezi 180–250 cm. Samice tapírů bývají mohutnější než samci.

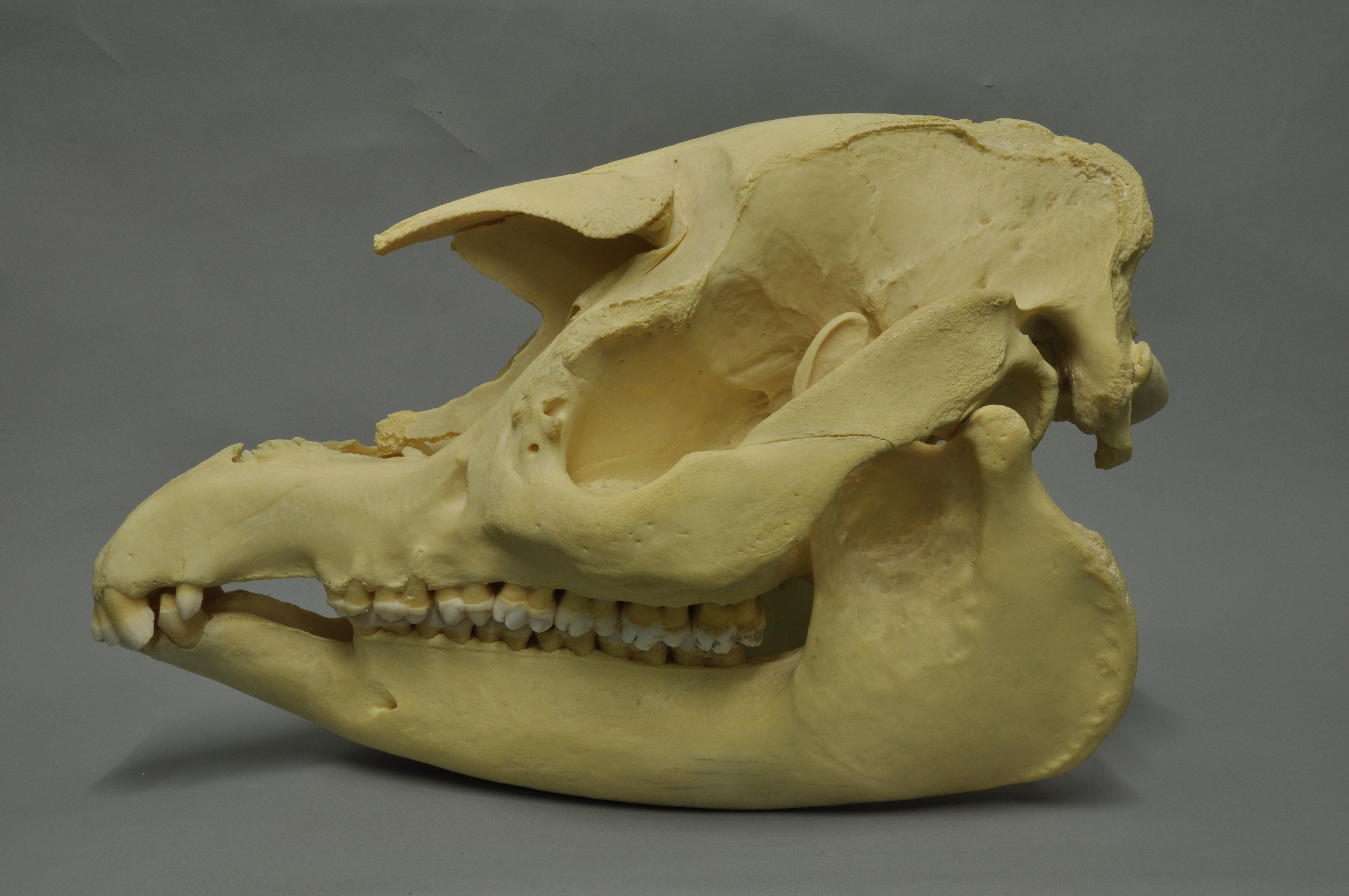
Tapír čabrakový, lebka

Pro tapíry je charakteristický jejich chobot neboli proboscis, jenž jim slouží k úchopu. Odvozuje se z čenichu a horního rtu a vyvinul se nezávisle na chobotu chobotnatců. Postrádá jakoukoli kostěnou či chrupavčitou oporu, jeho pohyb zajišťují výhradně měkké tkáně. Lebka je poměrně dlouhá a úzká, s vysokou mozkovnou, konvexním profilem a krátkými, klenutými a volně vystupujícími nosními kostmi. Jednotlivé druhy se charakteristikami lebky často výrazně liší, jednotně stavěný však bývá chrup. Rozdíly v dentální anatomii se objevují pouze v relativních rozměrech předních zubů. Tapíři si zachovávají primitivní zubní vzorec I 3/3 C 1/1 P 4/3–4 M 3/3 = 42–44 zubů. Řezáky jsou dlátovité, s výjimkou posledního horního řezáku, jenž funkčně zastupuje nevýrazný špičák. Spodní špičáky jsou naopak dobře vyvinuté a mohou se s přetvořeným horním řezákem navzájem ostřit. Od zbylých zubů odděluje každý špičák výrazná mezera. Až na první premolár jsou všechny následující zuby molarizované a bilofodontní.
Končetiny jsou krátké, kost loketní spolu s kostí vřetenní, stejně jako kost holenní spolu s kostí lýtkovou zůstávají nesrostlé. Přední končetiny si zachovávají čtyři prsty a zbytky pátého prstu, tapíři však běžně došlapují pouze na tři prsty, zatímco čtvrtý prst využívají jen při pohybu v měkkém terénu. Zadní končetiny jsou tříprsté. Uvedené skeletární znaky jsou pokládány za primitivní, objevují se již u eocenního kopytníka rodu Hyracotherium. Navzdory mohutné tělesné konstituci se tapíři v lesním podrostu pohybují relativně rychle a prý se vyrovnají i lidským běžcům.
Tapíři mají tlustou kůži, zejména pak na krku, kde je chrání jak před případným poraněním od okolní vegetace, tak před útoky predátorů. Tapír jihoamerický vyniká výrazným tukovým valem, který pokrývá hustá černá srst a jenž se táhne od hlavy až doprostřed hřbetu. Srst tapírů jinak tvoří pouze řídké štětiny (až na tapíra horského s hustou kudrnatou srstí). Zbarvení většiny druhů osciluje v tmavě hnědých, černých nebo šedých odstínech, tapír čabrakový má však přední a zadní část těla černou, s kontrastující světlou plochou mezi nimi. Oči tapírů jsou malé, orientované po stranách hlavy; uši jsou oválné, vztyčené a jen málo pohyblivé. Neostrý zrak kompenzují dobrý čich i sluch.
Počet chromozomů činí 2n = 52 pro tapíra čabrakového, 2n = 76 pro tapíra horského, 2n = 80 pro tapíra středoamerického a 2n = 80 pro tapíra jihoamerického.

## Výskyt a stanoviště

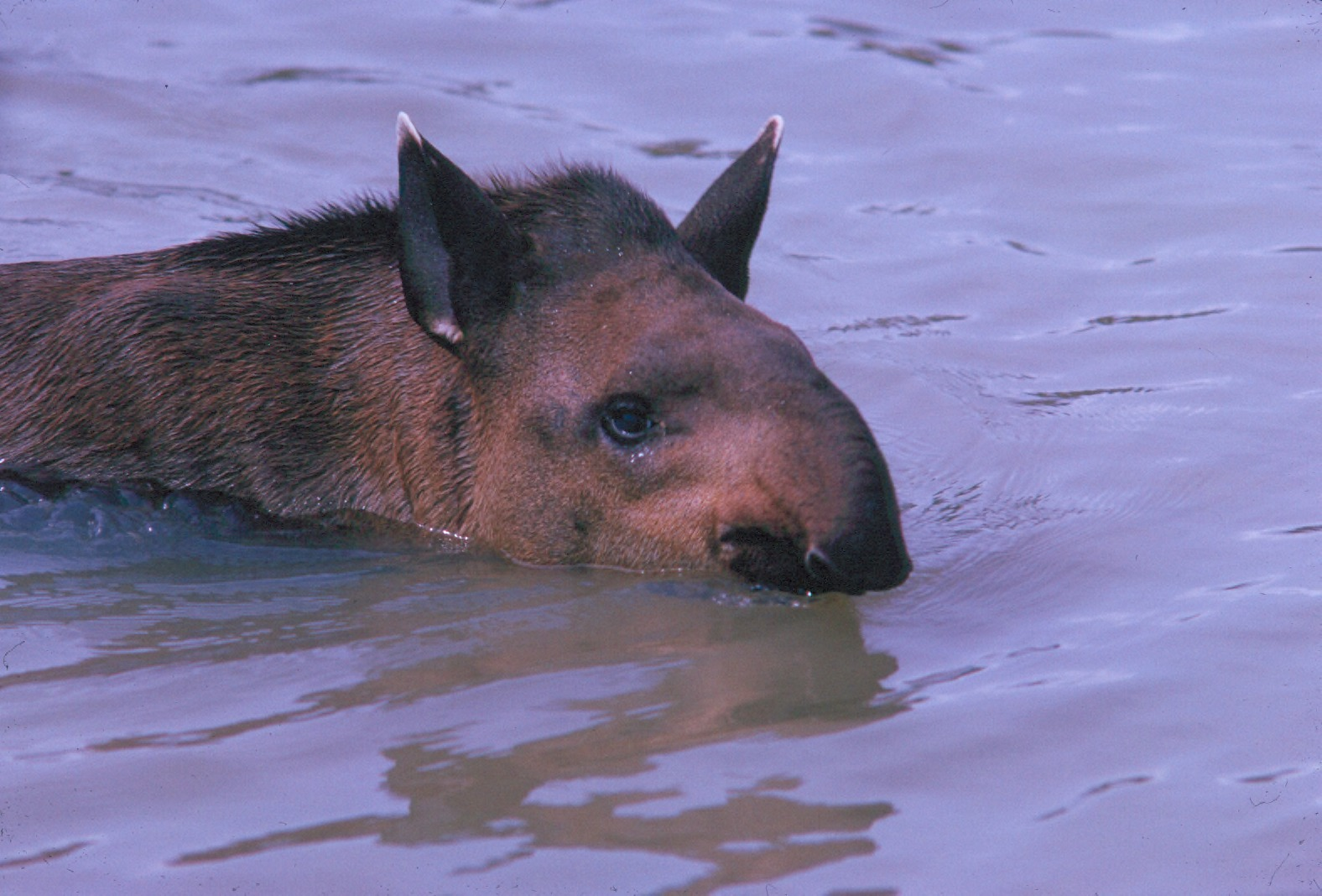
Plavající tapír jihoamerický

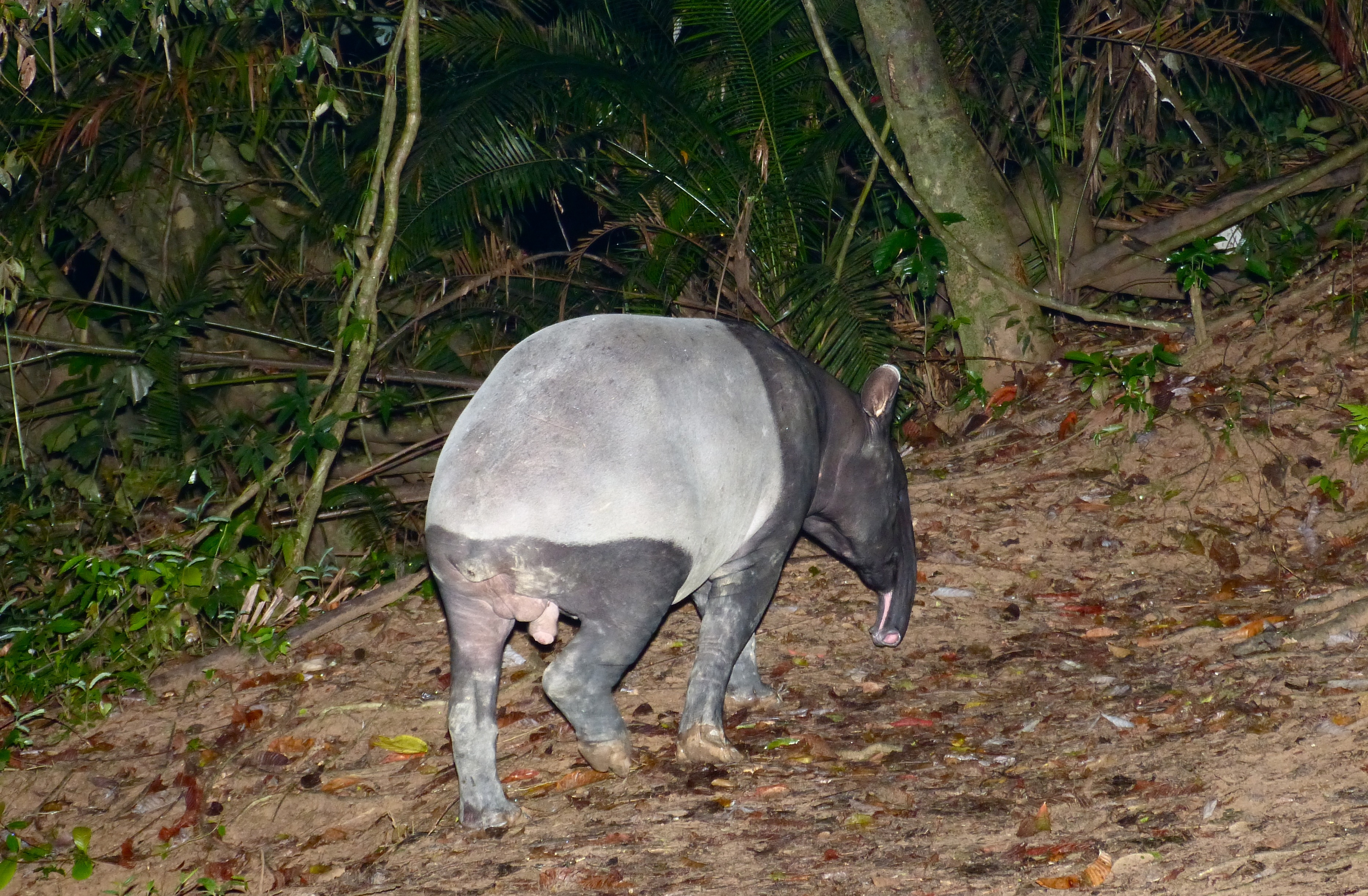
Tapír čabrakový ve svém přirozeném prostředí (Národní park Taman Negara, Malajsie)

Jak již bylo zmíněno, dnes žijící tapíři mají nespojitý areál výskytu. Tapír jihoamerický a tapír horský žijí na severu Jižní Ameriky, tapír středoamerický pak svým areálem výskytu zasahuje až do Mexika. Tapír čabrakový je naopak endemitem zemí Malajského poloostrova a žije také na Sumatře. Obývané biotopy většinou nepřevyšují 1 200 metrů, ovšem tapír horský přirozeně žije v nadmořských výškách 2 000–4 500 metrů.
Tapíři jsou zvířata charakteristická pro nížinné a horské tropické lesy, nicméně ke svému životu si volí zejména lužní lesy, mokřady, lesy okolo jezera a jiná vlhká stanoviště nebo stanoviště s vodním zdrojem. Vodní plochu tapíři ve svém území vyžadují, poněvadž sem chodí vyměšovat – jenom minimální množství trusu zanechají na suché zemi. Preferovaná stanoviště závisí také na zdrojích potravy, respektive přítomnosti solných lizů. V Jižní Americe se tapíři často vydávají do palmových hájů, v Amazonii tvořenými například mauricií ohebnou (Mauritia flexuosa), v biomu atlantického lesa zase syagrem brazilským (Syagrus romanzoffiana). Tapíři do určité míry tolerují i narušená stanoviště, kdy například tapír jihoamerický může žít i v obdělávané krajině zachovávající jen zbytky lesních porostů. Tolerance vůči narušeným biotopům však u konkrétních populací značně variuje, snad v důsledku dalších okolních tlaků, jako je lov lidmi.
Teplé a vlhké tropické lesy spolu se sladkovodními plochami zřejmě představovaly i původní biotop tapírovitých, který obývaly jejich rané eocenní formy. Řada prehistorických tapírů je však nalézána i s pozůstatky býložravců, již pravděpodobně žili v odlišných ekologických nikách. Podobná smíšená společenstva tvořili jak vyhynulí zástupci recentního rodu Tapirus, tak některé rody vyhynulé, jako byl Eotapirus a Paratapirus (jak dokládají např. jejich nálezy z alpské pánve Molasse starých 25–16 milionů let). Zakrslý severoamerický Tapirus polkensis ze středního miocénu obýval mírné listnaté a jehličnaté lesy, kde žil společně s chobotnatci a nosorožci, jako byl Teleoceras. Fosilní nálezy pleistocenního floridského tapíra Tapirus veroensis se objevují jak v asociaci s nálezy tehdejších okusovačů, tak ale rovněž spásačů z otevřených travnatých plání, jako byli koně nebo mamuti kolumbuští (Mammuthus columbi).

## Chování a ekologie

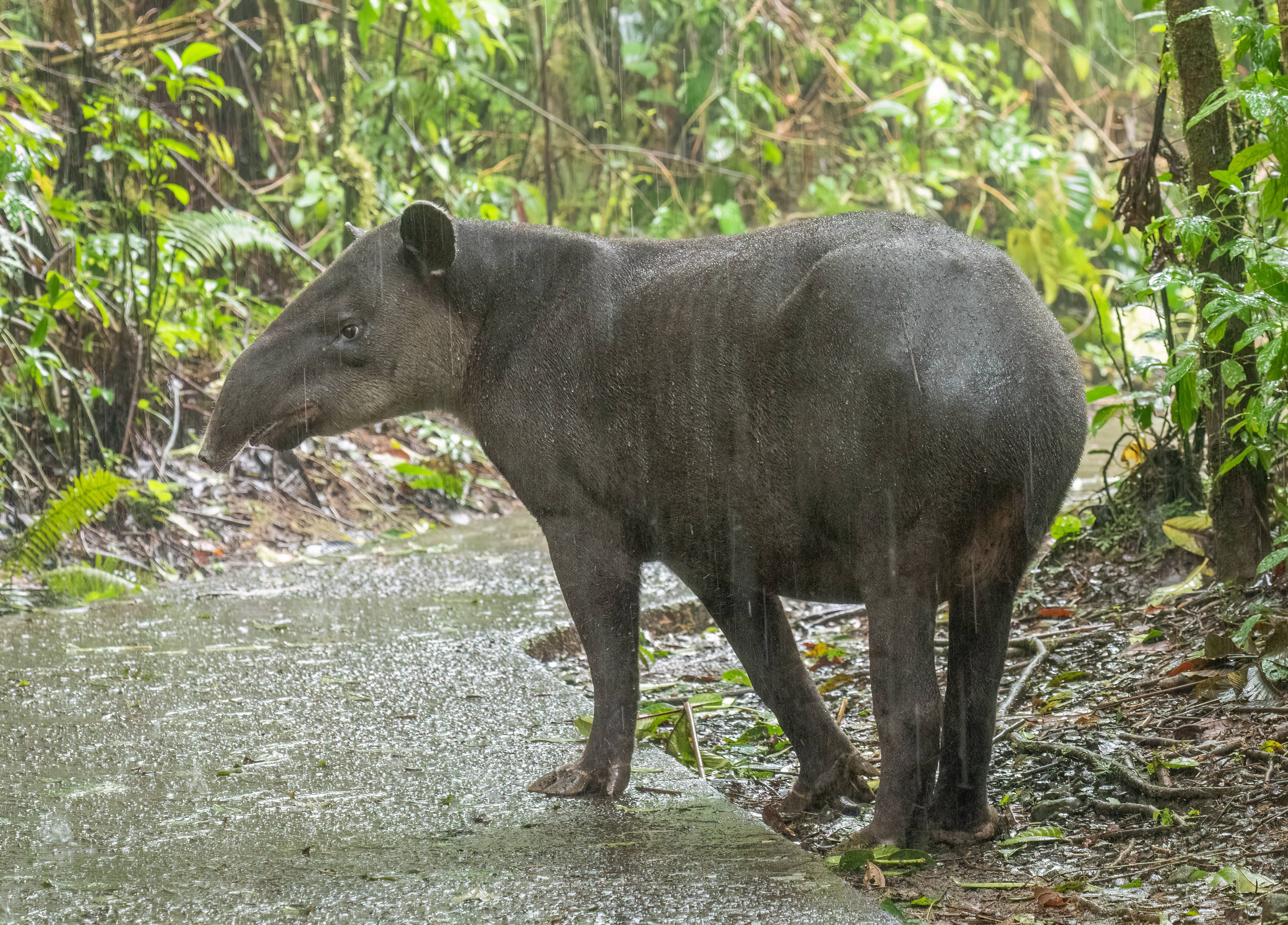
Tapír středoamerický v provincii Alajuela v Kostarice

Tapíři jsou plachá lesní zvířata, navzdory své velikosti vcelku pohybově zdatná. Zatímco v klidu se pohybují pomalou chůzí se skloněnou hlavou, v případě potřeby jsou schopni běžet rychlým tryskem, během něhož se ocitají všema čtyřma nohama ve vzduchu. Svedou se také protáhnout různými úzkými skulinami, a to jak ve vertikálním, tak horizontálním směru, mohou přelézt či přeskočit svislé překážky až do výšky 300 cm a zdolat terén se sklonem až 70°. Jde také o zdatné plavce. Svými pohyby se výrazně neodchylují od ostatních lichokopytníků a například způsob, jakým uléhají, je dokonce pokládán za sdílený odvozený znak spolu s nosorožci.
Co se týče aktivity, např. terénní studie v kolumbijských Andách zjistila, že se místní tapíři horští stávají nejaktivnějšími v časných ranních hodinách (5.00–7.00) a pak s příchodem večera (18.00–20.00). Solné lizy tapíři navštěvovali zejména kolem půlnoci (0.00–2.00) a poledne (11.00–14.00). Denní režim může záviset na typu obývaného lesa, stanovišti či měsíčních fázích. Na základě výzkumu tapírů jihoamerických se však nezdá, že by jej ovlivňoval například lovecký tlak ze strany pytláků. Během dne se tapíři pohybují po vyšlapaných stezkách ve vegetaci, jež spojují lokality s potravou, místa pro odpočinek s hustší vegetací atp. Tyto stezky někdy dokonce slouží jako migrační koridory mezi výše položenými lesy obývanými během období sucha a hustšími nížinnými lesy obývanými během období dešťů. Velké množství času tapíři stráví ve vodě, která jim poskytuje jak útočiště během horkých dní, tak ochranu před bodavým hmyzem a někdy i před predátory, snad i některé potravní zdroje v podobě vodních rostlin. Tapíři se někdy zcela ponoří pod hladinu a se zadrženým dechem v takovém případě vydrží i několik minut. Uvádí se také, že při potápění využívají svého chobotu jako šnorchlu. Ve vodě se tapíři i vyprazdňují, ačkoli někdy tak činí i na suché zemi a v takovém případě mohou pro defekaci dlouhodobě využívat stejná místa.

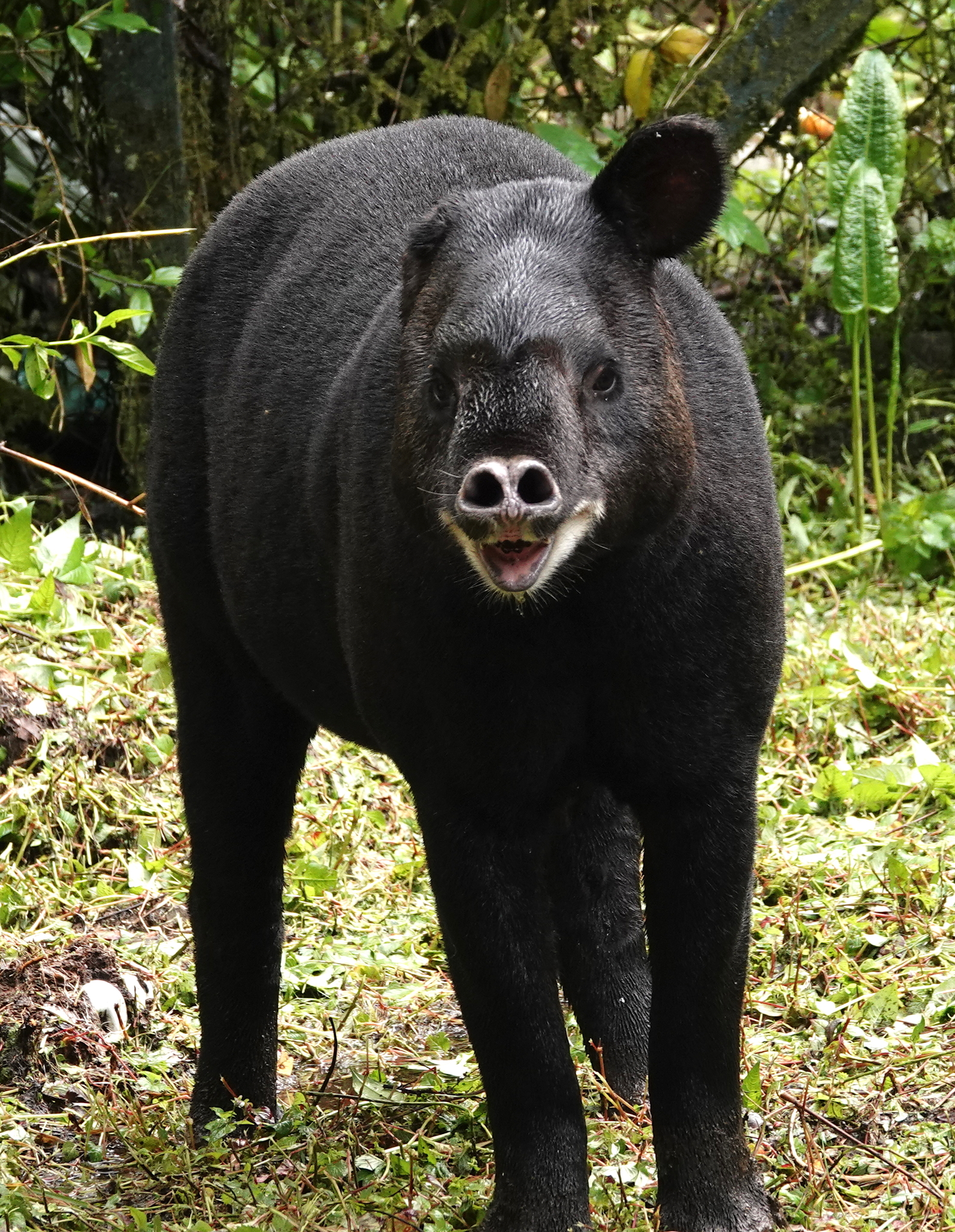
Čelní pohled na tapíra horského; jeho bílé pysky slouží ke vzájemné komunikaci

Tapíři jsou samotářsky žijící zvířata a ve volné přírodě lze jen vzácně spatřit více než tři jedince současně. K sociálním interakcím dochází zejména v okolí solných lizů a na březích vodních toků, častěji během období sucha a za úplňku. V zajetí však bývají tapíři často drženi v párech nebo rodinných skupinách, aniž by mezi nimi docházelo k vážnějším konfliktům. Život v rodinných skupinách byl zaznamenán i ve volné přírodě, například studie z roku 2022 potvrzuje tento fenomén u tapírů horských. Na druhou stranu se však nezdá, že by např. u tapírů jihoamerických hrála příbuznost roli při rozptýlení jedinců z rodného areálu; příbuzní jedinci nemusí přednostně žít v sousedních domovských okrscích, jak je pro řadu savců typické.
Největší domovské okrsky zřejmě obývá tapír čabrakový, obvykle o rozloze asi 10 km2. Naopak tapír středoamerický obývá domovské okrsky jen o rozloze asi 1,25 km2. Tapíři však mohou trávit většinu času jen v malém fragmentu tohoto území. Domovské okrsky se často výrazně překrývají a nezdá se, že by si je tapíři nějak výrazně hájili. Popsána však byla teritorialita samců i samic, včetně zanechávání pachových značek v podobě rozstřikované moči. Relativně samotářský život tapíry předurčuje k chudému vokálnímu repertoáru, nejhlasitější jsou zejména během období rozmnožování. V zajetí se nejčastěji ozývají různým kvičením, které při stresujících situacích vystupňují v ohlušující křik. Cvakavé zvuky jsou spojeny se vzájemným kontaktem, frkání pak s agresí. Při výhrůžném gestu tapír odhrne rty a ukazuje narušiteli své zuby, jimiž může uštědřit nebezpečné rány. Zajímavostí je, že tapír horský ke vzájemné komunikaci využívá i bílé rty a špičky uší.

### Potrava

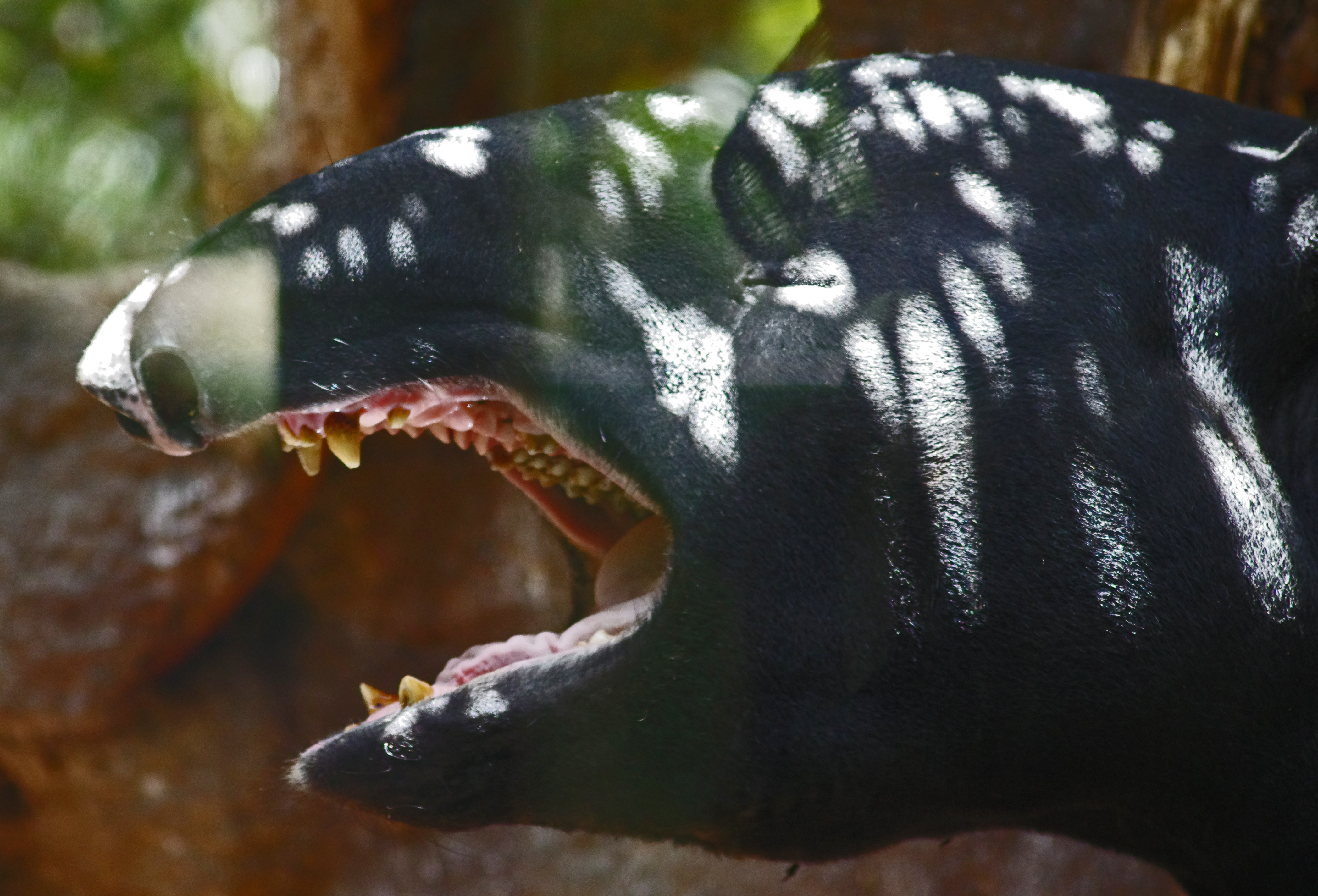
Pohled do tlamy tapíra čabrakového

Tapíři jsou nevybíraví býložravci, kteří se krmí širokým spektrem různých rostlin, například malými stromky, kapradím, révou, kořeny, mladými výhonky, větvičkami, listy, kůrou, květy, plody a semeny. Potravní návyky se liší na základě ročního období a obývaných stanovišť. Ohledně složení jídelníčku tapírů byly publikovány četné terénní studie, o významu jednotlivých složek potravy z nutričního hlediska je však známo relativně malé množství informací. Vláknitá vegetace tapírům zřejmě slouží jako hlavní zdroj bílkovin, přičemž její fermentace probíhá v zadní části střevního systému, tedy podobně jako u koní. Z hlediska energetické hodnotnosti jsou však pro tapíry důležité zejména plody, které na základě různých terénních studií tvoří asi třetinu jejich stravy. Jak již bylo zmíněno, tapíři vyhledávají zvláště plody palem, jako jsou mauricie a syagry. V peruánské Amazonii dokonce plody mauricií ve stravě tapírů dominují, když tvoří více než tři čtvrtiny jídelníčku. Zejména v Jižní Americe, kde představují jedny z posledních zástupců megafauny, tapíři zastávají ekosystémovou úlohu rozptylovačů semen. Mohou rozptylovat i semena, která jsou příliš velká i pro mohutné druhy plodožravých opic.
Tapíři stráví hledáním potravy až 90 % denní aktivity, přičemž při sbírání potravy volí různé strategie. Částečně jde o typické okusovače, již se krmí listím, větvičkami a dalšími částmi rostlin. Během manipulace s nimi využívají svého ohebného chobotu. Pokud na potravu ani s jeho pomocí nedosáhnou, dokážou se vztyčit na zadní, ba dokonce některé menší stromy vyvrátit. Takové chování je typické například pro tapíry čabrakové, kteří díky němu bývají pokládáni za ekosystémové inženýry. Na druhou stranu však tapíři pátrají i po spadaných plodech v podrostu a krmí se i pastvou. Ve vodě mohou vyhledávat vodní rostlinstvo.
Přijímaná potrava se odráží na anatomii lebky, u tapírů značně proměnlivé. Například široký šípový hřeben, jaký má tapír středoamerický, podporuje spíše osvalení vhodné pro drcení tvrdých semen. Naopak vysoký a úzký šípový hřeben, jaký má např. tapír jihoamerický, se hodí spíše pro delší žvýkání vláknité vegetace. Na základě tohoto znaku lze rekonstruovat i hypotetickou stravu vyhynulých tapírů; například široký šípový hřeben měli T. polkensis a T. augustus, vysoký šípový hřeben naopak T. mesopotamicus nebo T. rondoniensis.

### Rozmnožování

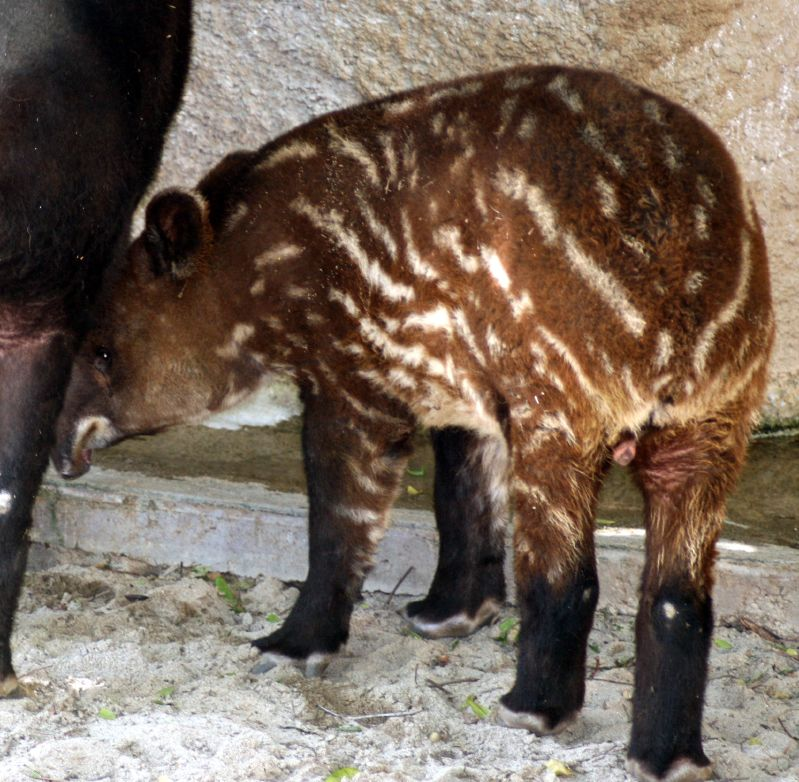
Mládě tapíra horského

O rozmnožování tapírů ve volné přírodě je známo jen velmi málo informací, většina údajů v tomto ohledu pochází od zvířat chovaných v zajetí. Jakožto velcí savci mají relativně pomalé reprodukční cykly, ovšem zřejmě se mohou rozmnožovat v průběhu celého roku. Sociální systém pravděpodobně kombinuje monogamii a polygamii, kdy se samci páří s několika samicemi, ovšem každá samice právě s jedním samcem. Samice přicházejí do říje vícekrát během roku. Estrální cyklus trvá asi jeden měsíc, ovšem u tapírů čabrakových se objevují i dvouměsíční cykly. Samice nevykazuje žádné nápadné říjné chování, u tapírů čabrakových může říji doprovázet zduření vulvy anebo výtoky. Spárovaní tapíři se ozývají hlasitými zvuky, samice často močí, zatímco samec jí hojně očichává genitál, dlouhodobě ji následuje a usiluje o připuštění. Tapíři čabrakoví se v tomto ohledu poněkud vymykají, poněvadž u nich samice naopak někdy následuje samce. Na začátku námluv se tapíři při očichávání anální a genitální oblasti často vzájemně „obcházejí“ a toto chování je snad homologizovatelné s některými bojovými pozicemi, které lze pozorovat u koní. Samec se se samicí několikrát spáří a ta jej následně odežene. Samotné páření může probíhat jak na souši, tak ve vodě.

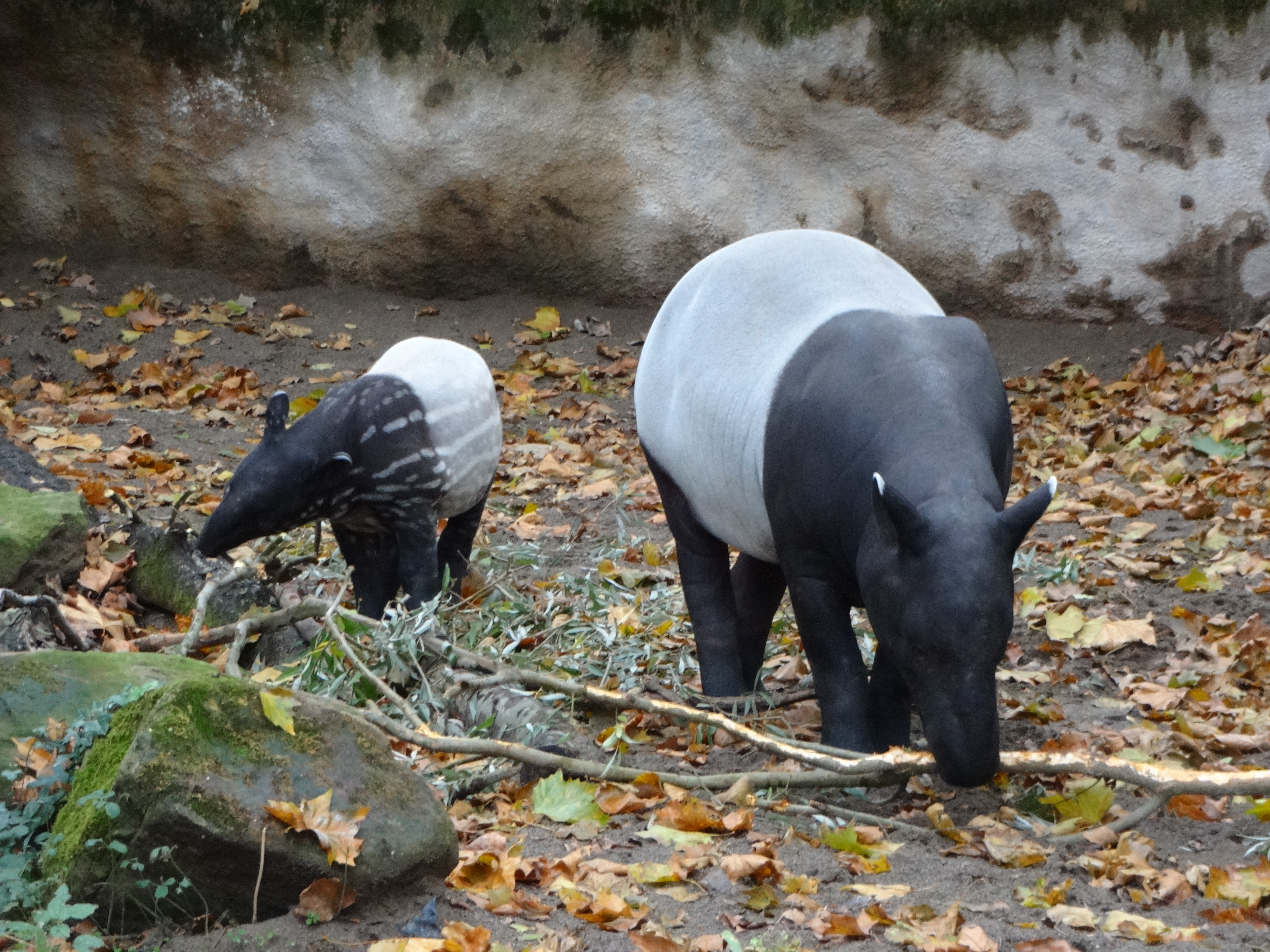
Tapír čabrakový s odrostlejším potomkem, jemuž již mizí pruhovaný vzor (snímek byl pořízen v Zoo Rotterdam)

Celková doba březosti trvá v průměru 395 dní, vrh nejčastěji čítá jediné mládě. Délka březosti je o něco delší než u koní, ale o něco kratší než u nosorožců. Gravidita však není na samici nijak zvlášť patrná, spolehlivě ji lze prokázat pouze zobrazovacími technikami nebo analýzou hormonů. Stejně tak je obtížné předpovědět přibližnou dobu porodu, ačkoli se samicím několik týdnů předtím může spustit výtok a zvětšují se jim vemena. Poněvadž samice může opětovně zabřeznout již během první poporodní říje, nejkratší meziporodní interval činí méně než 14 měsíců – typicky je však delší, asi 18měsíční. Zejména na stanovištích se sezónním nedostatkem potravy samice rodí méně často. Rychlá možnost opětovného zabřeznutí je pro samice výhodná i tehdy, pokud její stávající mládě uhyne (zejména během prvního roku je úmrtnost mláďat vysoká).
Mláďata všech čtyř druhů mají maskovací pruhovaný vzor, který se ztrácí teprve po šesti měsících života. Vývoj mláďat probíhá poměrně rychle, poněvadž již několik hodin po porodu jsou schopna stát, do deseti dnů následují matku při potulkách lesem a do tří týdnů se naučí plavat. K odstavení může dojít již po pouhých čtyřech měsících, potomek však s matkou zůstává déle, někdy až rok a půl. Pohlavní dospělosti tapíři dosahují asi ve věku tří až čtyř let. Platí, že ve volné přírodě se rozmnožují nejspíš až starší zvířata, naopak ve vhodných podmínkách v zajetí někdy tapíři zplodí potomstvo již ve dvou letech. Plodnost přetrvává do věku asi 15–20 let a maximální doba dožití se v zajetí může vyšplhat až na 35 let, ve volné přírodě je nižší.

### Predátoři a parazité

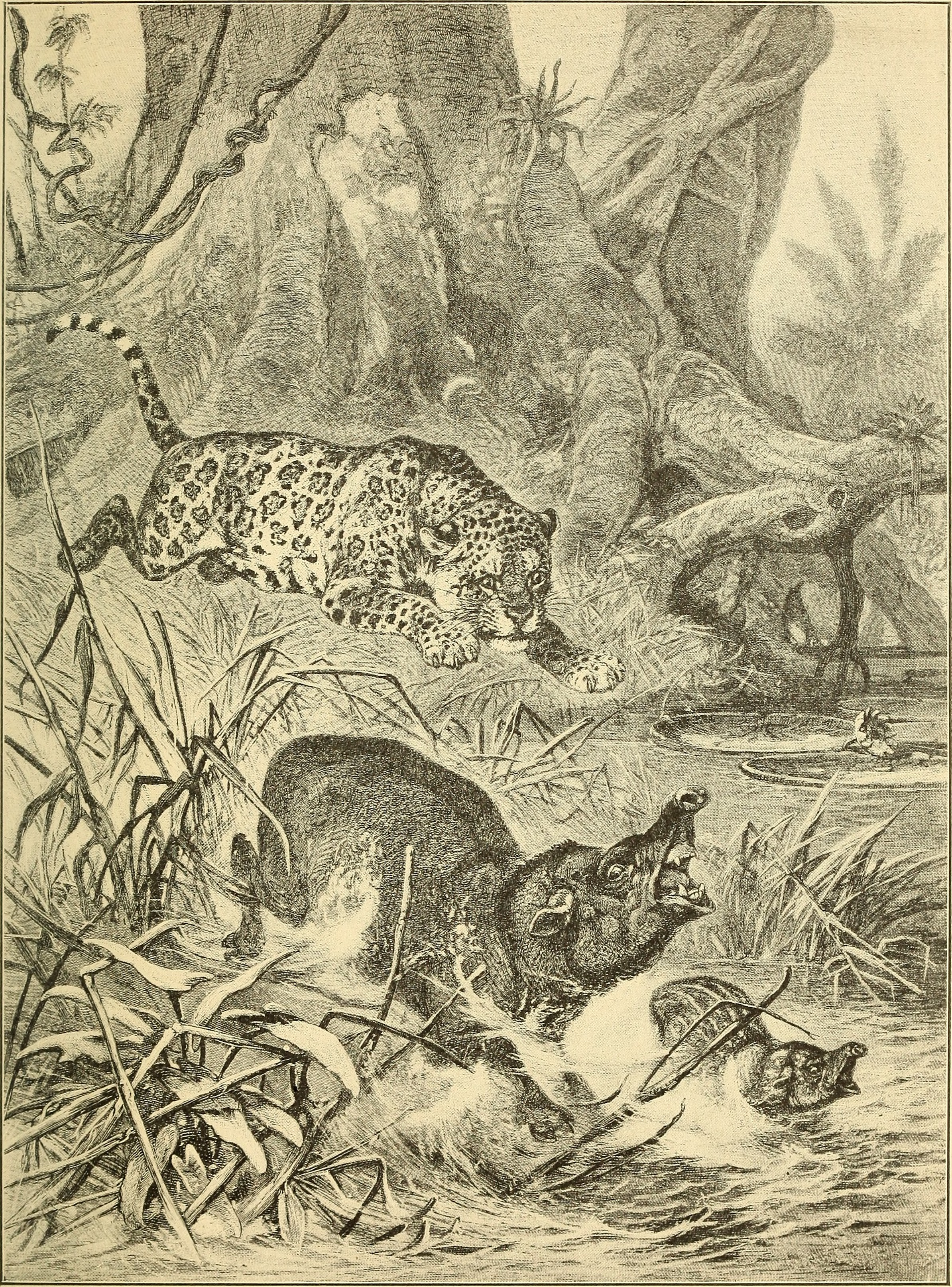
Tapír s mládětem pronásledovaný jaguárem na kresbě z roku 1901

Jako relativně velká zvířata mají dospělí tapíři jen málo přirozených nepřátel. Uchvátit je mohou zřejmě jenom některé druhy kočkovitých šelem, jako jsou tygři (Panthera tigris), jaguáři (Panthera onca), levharti (Panthera pardus) nebo pumy (Puma concolor), z jiných predátorů pak ve smečkách lovící dhoulové (Cuon alpinus), snad i velcí krokodýli. Tlustá kůže na krku však tapíry zřejmě může zachránit i před tygřím útokem, jak dosvědčují pozorování tapírů čabrakových s hlubokými jizvami na bocích, jejichž původcem mohli být jenom tygři. Pronásledovaný či napadený tapír se řítí lesem se sklopenou hlavou, případného predátora se snaží setřást ze zad, anebo se pokouší dostat do vody, kde může být při souboji ve výhodě. Studie z Národního parku Kerinci Seblat spekuluje, že se tapíři mohou predaci vyhnout také změnou denního režimu; aktivita místních tapírů se totiž nepřekrývá s aktivitou jejich jediného možného predátora – tygra.
Tapíři hostí široké spektrum různých parazitů, u tapírů středoamerických byly zaznamenány např. různé druhy hlístic, eimerie a klíšťata, resp. roztoči. Kvůli životu ve vodě se na tapírech mohou držet pijavice, kterých se tito savci zbavují při prodírání se vegetací. Trpí také různými infekčními i neinfekčními onemocněními, ovšem k roku 2024 neexistovaly žádné záznamy o historické epidemii v nějaké tapíří populaci.

## Vztah s lidmi

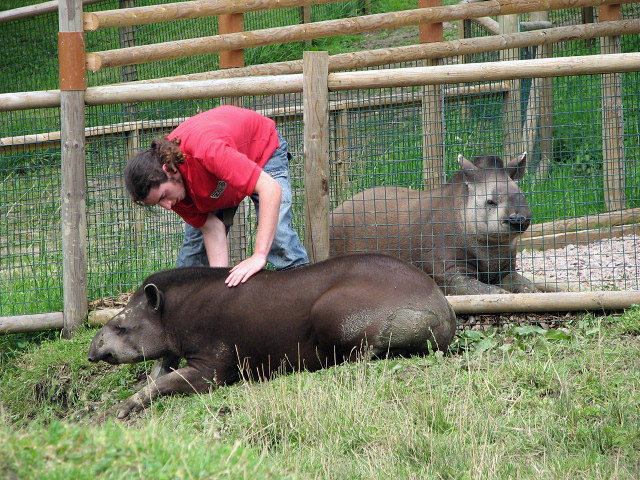
Tapír jihoamerický s ošetřovatelem v anglické Amazona Zoo

Tapíři mají své místo v některých kulturách. Například v Amazonii místní věří ve stvoření zvané Tapiré-iauara, které střeží zaplavené lesy a vyhání odtud rybáře. V japonském a čínském folklóru zase vystupuje duch Baku, který má požírat zlé sny a jehož předobraz mohli poskytnout právě tapíři. Reální tapíři většinou nejsou člověku nebezpeční a divoce žijící zvířata namísto střetu volí spíše ústup, kdy buďto zmizí ve vegetaci, anebo ve vodě. Silné čelisti a ostré zuby z tapírů nicméně dělají potenciálně nebezpečné protivníky a zprávy o poranění člověka pocházejí jak z volné přírody, tak ze zajetí. Například roku 1998 samice tapíra čabrakového ukousla ruku své ošetřovatelce z oklahomské zoo. Z roku 2005 je zdokumentován smrtelný útok z Brazílie, kdy tapír jihoamerický na kukuřičné plantáži několika mocnými kousanci usmrtil 55letého muže, jenž zde zvíře předtím překvapil a pobodal.
V současnosti jsou tapíři vystaveni významnému tlaku ze strany člověka: Mezinárodní svaz ochrany přírody (IUCN) považuje k lednu roku 2025 tapíra jihoamerického za zranitelný druh, všechny ostatní tapíry pak za druhy ohrožené. Tapíři bývají člověkem pronásledováni kvůli škodám na plodinách, např. na cukrové třtině, manioku, sóji, kukuřici či bramborách v Jižní Americe či kaučukovnících a melounech v jihovýchodní Asii. Kvůli nízké populační hustotě a nízkému rozmnožovacímu potenciálu může řízený odstřel, jinak aplikovaný k redukci počtu jiných kopytníků, jejich populace dále oslabovat. Spíše zřídka se tapíři loví pro obživu, kůži či jiné části těla, a to jak kvůli zmiňované nízké hustotě populace a nočnímu chování, tak kvůli údajně silnému zápachu jejich masa. V případě tapírů čabrakových z jihovýchodní Asie lovecký tlak brzdí některé místní návyky, jako je odmítání tapířího masa ze strany islámských autorit nebo tabu tamějších horských kmenů, podle nichž zabití tapíra přináší smůlu. Sportovní lov tapírů je všeobecně postaven mimo zákon a ve 21. století se objevuje jen vzácně.
Další významnou hrozbu představuje, podobně jako pro další lesní druhy, ztráta a fragmentace přirozeného prostředí. K odlesňování se následně přidružují i některé další hrozby, z nichž lze jmenovat zejména úmrtnost na silnicích v souvislosti s budováním dopravní infrastruktury. Srážky s vozidly patří mezi nejvýznamnější hrozby pro brazilské populace tapírů jihoamerických, ke zvýšení úmrtnosti dochází zvláště v Cerradu, Pantanalu a biomu atlantického lesa. Zejména v Jižní Americe tapírům konkuruje i nepůvodní dobytek, jenž zároveň může sloužit jako rezervoár některých infekčních onemocnění, např. katarální horečky ovcí. Tapíři horští z Národního parku Sangay oblasti využívané dobytkem zcela opustili.
Z hlediska ochrany IUCN zřídil specializovanou skupinu v rámci Komise pro přežití druhů, jež se věnuje výhradně tapírům a jež dle vlastních slov „podněcuje, rozvíjí a realizuje praktické programy pro studium, ochranu, obnovu a správu čtyř druhů tapírů a jejich zbývajících biotopů ve Střední a Jižní Americe a jihovýchodní Asii“. Z obecných cílů biologie ochrany přírody lze jmenovat péči o stávající chráněná území a vytváření nových, třeba i na úrovni místních komunit (např. v Kostarice či Mexiku); dále snahy omezit lov a konflikty mezi tapíry a místními komunitami; dále vypracování plánů na ochranu tapírů na národní úrovni; a nakonec snahu zvýšit obecné povědomí o nutnosti ochrany tapírů. Například v mexickém Calakmulu nebo v některých horských oblastech Kostariky již lidé nepronásledují tapíry ani na svých pozemcích, a naopak využívají příjmy z ekoturistiky.
V evropských zoo jsou k roku 2025 chovány tři druhy tapírů: tapír jihoamerický, tapír čabrakový a tapír středoamerický. Nejvíce je zastoupen tapír jihoamerický, kterého lze vidět ve více než 150 evropských zoo. Tapír čabrakový je k vidění v přibližně dvou desítkách evropských zoo. Tapíra středoamerického chovají jen ve dvou německých zoo. V Česku se lze setkat s tapírem jihoamerickým a rovněž tapírem čabrakovým.